# NGC 7453
NGC 7453 — тройная звезда в созвездии Водолей.
Этот объект входит в число перечисленных в оригинальной редакции «Нового общего каталога».